# دوغلاس وود
دوغلاس وود (بالإنجليزية: Douglas Wood)‏ هو ممثل أمريكي، ولد في 31 أكتوبر 1880 بنيويورك في الولايات المتحدة، وتوفي في 13 يناير 1966 في الولايات المتحدة.

## أعمال

### أفلام
- (1935) خطر
- (1937) علي بابا يذهب إلى البلدة
- (1938) كنتاكي
- (1941) الرقيب يورك
- (1941) زهور وسط الغبار
- (1943) كلما زاد العدد زاد المرح
- (2014) النبي

## وصلات خارجية
- دوغلاس وود على موقع IMDb (الإنجليزية)
- دوغلاس وود على موقع ألو سيني (الفرنسية)
- دوغلاس وود على موقع أول موفي (الإنجليزية)
- دوغلاس وود على موقع قاعدة بيانات برودواي على الإنترنت (الإنجليزية)
- دوغلاس وود على موقع قاعدة بيانات الأفلام السويدية (السويدية)
- دوغلاس وود على موقع قاعدة بيانات الفيلم (الإنجليزية)
- دوغلاس وود على موقع كينوبويسك (الروسية)